# 기관총 엄마
《기관총 엄마》(영어: Bloody Mama)는 미국에서 제작된 1970년 엑스플로이테이션 범죄 영화이다. 로저 코먼이 연출과 제작을 맡고, 셸리 윈터스 등이 출연하였다.

## 출연
- 셸리 윈터스
- 브루스 던
- 돈 스트라우드
- 로버트 월든
- 앨릭스 니콜
- 로버트 드니로
- 팻 힝글
- 클린트 킴브로
- 다이앤 바시
- 패멀라 던랩
- 마이클 폭스
- 스캣맨 크로더스
- 스테이시 해리스
- 스티브 미첼

## 기타 제작진
- 공동 제작: 노먼 T. 허먼